# Mikhaïl Babouchkine
Pour les articles homonymes, voir Babouchkine.
Mikhaïl Babouchkine (en russe : Михаи́л Серге́евич Ба́бушкин), né le 6 octobre 1893 à Bordino (Moscou) et mort le 18 mai 1938 à Arkhangelsk, est un aviateur soviétique.
Héros de l'Union soviétique (27 juin 1937), il est le premier, avec Mikhaïl Vodopianov, à faire atterrir un avion au pôle Nord.

## Biographie
Mikhaïl Babouchkine est né dans le village de Bordino (qui a fusionné avec la ville de Moscou en 1960. Il commence son service militaire en 1914 et est diplômé de l'école d'aviation de Gatchina (l'une des premières écoles d'aviation russes) en 1915. 
À partir de 1923, il sert dans l'aviation arctique. Il participe à une expédition pour sauver Umberto Nobile en 1928 et à l'expédition Tcheliouskine en 1933. Il prend part aux vols vers la Station dérivante soviétique « Pôle Nord-1 » en 1937. Entre 1937 et 1938, il participe à la recherche de Sigismund Levanevski. 
Il meurt en 1938 dans un accident d'avion et est inhumé au cimetière de Novodievitchi. 

## Hommages
- Ordre de Lénine.
- Un quartier de Moscou (dans le secteur où il est né) et la Babouchkinskaïa du métro de Moscou portent son nom[3].
- L'île Babouchkine en Antarctique a été nommée en son honneur.